# Путткамер, Иоганна фон
Иоганна Фридерика Шарлотта Доротея Элеонора фон Путткамер (нем. Johanna Friederike Charlotte Dorothea Eleonore von Puttkamer, в замужестве Иоганна фон Бисмарк; 11 апреля 1824, Рейнфельд — 27 ноября 1894, Варцино) — супруга канцлера Германии Отто фон Бисмарка.

## Биография
Родилась в аристократической семье. Воспитывалась как единственная дочь в семье (её старший брат Франц умер в возрасте 5 лет).
Отто фон Бисмарк в весьма дипломатичном и изысканном письме попросил у отца Иоганны руки дочери. Иоганна вышла замуж за будущего немецкого канцлера Отто фон Бисмарка 28 июля 1847 года. У них было трое детей: дочь Мария (1848—1926), в замужестве цу Ранцау, и двое сыновей — Герберт (1849—1904) и Вильгельм (1852—1901).
В традиционной литературе описывается как любящая и почитающая своих родителей дочь, самоотверженная супруга и заботящаяся мать. Однако, она действительно способствовала карьерному росту и успеху своего супруга. Можно сказать, что Иоганна фон Бисмарк сыграла важную роль для Германской империи.
Иоганна фон Бисмарк умерла в 1894 году в возрасте 70 лет.